# A Hihetetlen család
A Hihetetlen család (eredeti cím: The Incredibles) 2004-ben bemutatott, Oscar-díjas amerikai 3D-s számítógépes animációs filmvígjáték, melyet Brad Bird írt és rendezett, A 6. Pixar-film, eredetileg hagyományos animációs filmnek indult, de miután a Warner Bros. lezárta animációs részlegét, Brad Bird a Pixarhoz ment, munkájával együtt.
A Walt Disney Pictures mutatta be és a Buena Vista Pictures forgalmazta. Az Egyesült Államokban 2004. november 5-én, az Egyesült Királyságban 2004. november 26-án jelent meg. Magyarországon november 25-én került a mozikba az InterCom forgalmazásában. Az Egyesült Államokban kétlemezes extra változatban került a DVD a boltokba (mind a szélesvásznú és a teljesképernyős verzió) 2005. március 15-én. Az Internet Movie Database adatai szerint 2005 legkeresettebb DVD-je lett 17,38 milliós eladással.
A film a Bravo (az NBC Universal kábelhálózata) 100 legviccesebb film-listáján a 46.

## Cselekmény
|  | Alább a cselekmény részletei következnek! |

Három szuperhős, Nyúlányka, Mr. Irdatlan és Fridzsiman éppen interjút ad, amikor jelentés érkezik egy autósüldözésről.
Mr. Irdatlan észrevesz egy jelmezbe öltözött gyereket, Öcsit, aki követi őt, állítván, ő az első számú rajongója és új csatlósa (Irdatlanka), ám Mr. Irdatlan nem kér belőle. Mr. Irdatlan megállít egy tolvajt, akit végül Nyúlányka üt ki. Megbeszélnek ketten egy későbbi találkozót.
Mr. Irdatlan megment egy épület tetejéről zuhanó embert és leleplezi egyik ellenségét, Bomb Voyage-t. Ám Irdatlanka feltűnik a színen, s mialatt Mr. Irdatlan megakadályozza, hogy megsérüljön, Bomb Voyage kereket old.
Mr. Irdatlan, most már Bobként a Nyúlánykával, azaz Helennel kötendő esküvőjére tart. Az öngyilkosságot megkísérlő férfi, aki a tetőről zuhant, beperli Mr. Irdatlant, s ez az ügy olyan események láncolatát indítja el, ami minden szuperhős nyugdíjba vonulását eredményezi. Új lakóhelyen kell beilleszkedniük a társadalomba, valós személyazonosságukkal.
Mr. Irdatlan éli új életét Robert Parrként, egy biztosítási társaságnak dolgozik. Fiát, a szupersebességű Willt az igazgatói irodába küldik. Anyja, Helen reménykedik, hogy fiának sikerül "normálisan" viselkedni és beilleszkedni, ám ez lehetetlennek tűnik, mivel már háromszor is továbbköltöztek. Helen lánya, Illana (aki képes láthatatlanná válni és energiamezőt generálni) az iskola előtt vár egy helyes fiúra, Steve Tipróra, ámbár láthatatlanul. Otthon a gyerekek veszekedésbe kezdenek (Furinak, a legkisebbnek láthatóan nincs szuperhős-ereje), Bob pedig felfigyel rá, hogy Nézelsugár, egy másik szuperhős eltűnt. Lucius Best (Fridzsiman) átugrik és látszólag bowlingozni indul Bobbal, de titokban hőstetteket visznek véghez, s közben egy titokzatos nő követi őket. Bob hazatér és vitába keveredik Helennel, aki jól tudja, mit csinált távollétében.
A következő fáradt reggelen Bob meglehetősen figyelmetlenül végzi munkáját, s főnöke, Hapták úr felfigyel erre. Bob észrevesz az ablakon keresztül egy éppen rablótámadásnak áldozatul eső embert, ám Hapták úr azzal fenyegeti, hogy elveszíti az állását, ha elhagyja az épületet. Bob megfogja és elhajítja főnökét, aki jópár falon repül keresztül. Bob ott kényszerül hagyni munkáját, de nincs kedve ismét továbbállni. Otthon Bob észrevesz egy csomagot aktatáskájában. Egy üzenetet tartalmaz a titokzatos nőtől (Mirage), aki azt akarja, jöjjön el egy szigetre, hogy megfékezzen egy elszabadult harci robotot, az Omnidroid 9000-ret; egy olyan munkát ajánl neki, amit csak Mr. Irdatlan képes elvégezni. Felidézve dicsőséges napjait, Mr. Irdatlan elfogadja a megbízást, s azt mondja Helennek, hogy üzleti útra megy.
A repülőn Mirage elmondja neki, hogy a robot mesterséges értelemmel rendelkezik, s érezni kezdett, majd elszökött. Bob leszáll a szigeten, s rálel a robotra. A harc elkezdődik, végül Bob egy csellel önmegsemmisítésre kényszeríti ellenfelét. Mirage meghívja vacsorára, de a megbízója nevét még mindig nem árulhatja el.
Miután hazatér, Bobnak feltűnik, hogy a harc hevében elszakadt a szuperruhája, így ellátogat Elza Divathoz egy gyors foltozásért. Elza, aki valamikor szuperhősdivat-diktátor volt, egy vadonatúj ruhát akar készíteni neki, köpeny nélkül, mivel a köpeny sok szuperhős vesztéhez vezetett. Mirage újabb bevetésre hívja Bobot, így hősünk ismét a szigeten találja magát. Nagy meglepetésre egy újabb harci robot várja, és munkáltatója, Szilánk. Más néven Öcsi/Irdatlanka, akinek álma darabokra hullott azzal, hogy nem lehetett belőle szuperhős (szupererővel sem rendelkezik) vagy Mr. Irdatlan segédje. Zseniális elméje azonban lehetővé tette, hogy újfajta fegyvereket készítsen, amik segítségével ő is "szuper" lehet. Helen előtt ezalatt világossá válik a helyzet, így felhívja Elzát, aki az egész család számára tervezett kényelmes jelmezt.
A rejtekhelyre menekült Bob felfedezi a Kronos szót a barlang falába vésve Nézelsugár maradványai mellett. Sikerül bejutnia a sziget bázisába, és végül egy hatalmas, az X-Menből ismert Cerebrohoz hasonló kompjúterszobában találja magát. Megrökönyödésére, rátalál egy hosszú listára a szuperhősök nevével, akikkel a harci robotok végeztek, illetve egy "Kronos Hadművelet" elnevezésű terv nyomaira. Helen aktiválva a nyomkövetőt (amit Elza épített bele az új jelmezekbe) ráakad Bobra. Előkészíti a repülőt, amivel a szigetre megy, utasítva a gyerekeket, hogy ne menjenek sehová.
Szilánk sarokba szorítja Bobot, aki mit sem tudott a nyomkövetőről és Helen érkezéséről (az elrejtőzött gyerekekkel a fedélzeten). Szilánk rakétákat küld a gépre, amik célba is érnek, de a három utas megmenekül. Bob megragadja Mirage-t és azzal fenyegetőzik, megöli, ha nem kapja vissza szabadságát, de Szilánk blöfföt kiált, tudván, hogy úgysem tenné meg, így hát Bob elengedi a nőt. Helennek és a gyerekeknek sikerül a szigetre úszniuk, s miután biztos helyre jutnak, Helen Bob keresésére indul. Mirage kellemetlenül érzi magát a történtek miatt, és figyelmezteti Szilánkot, hogy az élet megkímélése nem gyengeség, és legközelebb jobb, ha a sajátját teszi kockára.
Will nem bír tétlen maradni, s körülnéz, mialatt egy hatalmas rakéta száll fel a legújabb Omnidroiddal. Helen bejut a bázisra, ezalatt a gyerekek az őrökkel vívnak élethalál-harcot a dzsungelben. Mirage főnöke ellen fordul, és kiszabadítja Mr. Irdatlant. A család egyesülve harcol a biztonságiak ellen, ám végül Szilánk megjelenik, megállítja és foglyul ejti őket.
Az Omnidroid miatt eluralkodik a káosz a városban, s ezt Szilánk büszkén szemléli. Felfedi az Kronos Hadművelet mibenlétét, miszerint a robot addig rombol az irányítása alatt, míg ő meg nem érkezik és meg nem állítja, s ezáltal végre szuperhős lehet. Azt is elárulja, hogy ha már nem fog harcolni, eladja a technológiát, így mindenkiből lehet szuperhős, s senkit nem löknek félre úgy, ahogy hajdanán őt. Mikor Szilánk már a helyszínen van, a Hihetetlen család szerencséjére a robot rájön, hogy Szilánk távirányítóval irányítja őt, ezért lerobbantja a kapcsolót a csuklójáról és megrongálja az egyik légcsizmáját, így Szilánk becsapódik egy magas épületbe és eszméletét veszti. A család kiszabadul a fogságból és Fridzsimannel társulva végül elpusztítja a robotot.
Az emberek nem győznek hálálkodni a Hihetetleneknek és Fridzsimannek, akik az ismét eszméletén lévő Szilánk után kutatnak, aki túszul ejtette Furit, azt tervezvén, hogy a saját csatlósává neveli. A meglepetést tartogató tetőponton Furi felfedi nagy erejű szuperképességét, majd Mr. Irdatlan autója, Szilánk köpenye és repülője turbinájának segítségével végez Szilánkkal, mindez azonban a család otthonába kerül. Illana megmenti a csapatot a lezuhanó, lángoló repülőgéproncstól egy energiamezővel, elképesztve a szomszéd kisfiút, Rustyt.
Három hónappal később, Illana bátorságot gyűjt, hogy megszólítsa Steve-et, akivel megbeszél egy pénteki mozit. Will végre részt vehet sportversenyeken, azzal a feltétellel, hogy mindig csak második lesz. Ahogy a család tagjai egy ilyen verseny után az autójuk felé tartanak, egy új szuperellenség, az Aknakukac tűnik fel a színen, első ízben fenyegetve a világot. A Hihetetlenek felveszik maszkjukat, jelmezük már rajtuk volt civil viseletük alatt, és Mr. Irdatlan kivillantja a magáét, amolyan Superman-stílusban.
|  | Itt a vége a cselekmény részletezésének! |

## Szereplők
| Szereplő                    | Eredeti hang         | Magyar hang                                |
| --------------------------- | -------------------- | ------------------------------------------ |
| Bob Parr / Mr. Irdatlan     | Craig T. Nelson      | Csuja Imre                                 |
| Helen Parr / Nyúlányka      | Holly Hunter         | Gubás Gabi                                 |
| Illana Parr                 | Sarah Vowell         | Csifó Dorina                               |
| Will Parr                   | Spencer Fox          | Penke Bence                                |
| Öcsi / Irdatlanka / Szilánk | Jason Lee            | Jáksó László                               |
| Lucius Best / Fridzsiman    | Samuel L. Jackson    | Galambos Péter                             |
| Elza Divat                  | Brad Bird            | Halász Aranka                              |
| Mirage                      | Elizabeth Peña       | Radó Denise                                |
| Furi                        | Eli Fucile           | (saját hangján)                            |
| Rick Spender                | Bud Luckey           | Vass Gábor                                 |
| Hapták úr                   | Wallace Shawn        | Forgács Gábor                              |
| Laurie                      | Bret 'Brook' Parker  | Bogdányi Titanilla                         |
| Cinci                       | Kimberly Adair Clark | Kocsis Mariann                             |
| Tanár                       | Lou Romano           | Háda János                                 |
| Igazgató                    | Wayne Canney         | Szokolay Ottó                              |
| Bomb Voyage                 | Dominique Louis      | Jakab Csaba                                |
| Híradós narrátor            | Teddy Newton         | Erdős Miklós                               |
| Mrs. Rentner                | Jean Sincere         | Kassai Ilona                               |
| Steve Tipró                 | Michael Bird         | Molnár Levente                             |
| Rusty McAllister            | Nicholas Bird        | Morvay Gábor                               |
| Frank                       | Frank Thomas         | Izsóf Vilmos                               |
| Ollie                       | Ollie Johnston       | Versényi László                            |
| Aknakukac                   | John Ratzenberger    | Bácskai János                              |
| Oliver Depi                 | Patrick Pinney       | Pálmai Szabolcs                            |
| Oliver Depi ügyvédje        | Gilbert Lanchance    | Bodrogi Attila                             |
| Micike gazdája              | N/A                  | Illyés Mari                                |
| Táskatolvaj                 | N/A                  | Markovics Tamás                            |
| Pap                         | N/A                  | Pálfai Péter                               |
| Köztisztviselőnő            | N/A                  | Bessenyei Emma                             |
| Rendőrök                    | N/A                  | Megyeri Ákos Szűcs Sándor Seszták Szabolcs |
| Szilánk katonái             | N/A                  | Fehér Péter Lux Ádám Megyeri János         |
| Rádióbemondó                | N/A                  | Korbuly Péter                              |
| Szilánk hangosbemondója     | N/A                  | Lázár Sándor                               |
| Szilánk diszpécsere         | N/A                  | Szinovál Gyula                             |
| Ellenőrző üzenet            | N/A                  | Kossuth Gábor                              |
| Női járókelők               | N/A                  | Árkosi Kati Ősi Ildikó                     |

## Fogadtatás

### Bevételi adatok
A film nyitóhétvégéje az Egyesült Államokban túltett a Pixar korábbi produkcióin. Bemutatása idején 2004 ötödik legerősebb startja volt a Shrek 2., a Harry Potter és az azkabani fogoly, a Pókember 2. és A passió mögött. Emellett akkoriban a 70,5 millió dollár minden idők 14. legjobb első hétvégi eredményének számított.
- 1. hétvége: 70 467 623 dollár (1. a heti toplistán)
- 2. hétvége: 50 251 359 dollár (1. a heti toplistán)
- 3. hétvége: 26 523 852 dollár (3. a heti toplistán)
- 4. hétvége: 23 580 279 dollár (2. a heti toplistán)
- 5. hétvége: 9 015 796 dollár (4. a heti toplistán)
- 6. hétvége: 5 036 631 dollár (6. a heti toplistán)
- 7. hétvége: 3 120 541 dollár (10. a heti toplistán)
- 8. hétvége: 2 417 039 dollár (15. a heti toplistán)

A film összesen 261 441 092 dollárt hozott az Egyesült Államokban, ahol így az ötödik lett az éves listán, és 369 995 000 dollárt a világ többi részén, ahol így az év negyedik legjobbjaként futott be. Ez a Pixar második legsikeresebb filmje a Némó nyomában után.

### Díjak
A 77. Oscar-gálán elnyerte a legjobb animációs filmnek és a legjobb hangvágásnak járó Oscar-díjat. Jelölték továbbá a legjobb eredeti forgatókönyv és a legjobb hang kategóriákban.
A Hihetetlen család a második Pixar-mozifilm, mely Oscar-díjat nyert (az 1988-as Bádogjáték után) és az első, amelyik több díjat is elvitt.

## A név más használata
- A Boeing tervezőcsapata alkotta meg a Boeing 747-et, amit úgy ismertek, mint a „Hihetetlenek”, a hihetetlenül gyors munka révén; mindössze négy év telt el a tervezéstől a befejezett repülőgépekig; továbbá a hihetetlenül nagy rizikó miatt, amit a társaság vállalt az ambiciózus projekttel (ami ha kudarcot vallott volna, csődbe vitte volna a társaságot).